# Zalang COC
El Zalang COC es un equipo de fútbol de Gabón que milita en la Tercera División de Gabón, la tercera liga de fútbol en importancia en el país.

## Historia
Fue fundado en la capital Libreville y fue uno de los equipos que militaron en el desaparecid Championnat de l'Estuaire durante la época de la ocupación francesa. Logró ganar el título de liga en la temporada 1972/73, su único título importante hasta el momento.
Cuando la Primera División de Gabón fue creada, el club desistió de participar en ella por tener un sistema de competición diferente al que estaban acostumbrados, ya que consistía en dividir el país en ligas regionales.
A nivel internacional han participado en un torneo continental, en la Copa Africana de Clubes Campeones 1974, en la cual fueron eliminados en la primera ronda por el CARA Brazzaville de la República del Congo.

## Palmarés
- Championnat de l'Estuaire: 1

1972/73

## Participación en competiciones de la CAF
| Temporada | Torneo                            | Ronda | Club             | Casa | Visita | Global |
| --------- | --------------------------------- | ----- | ---------------- | ---- | ------ | ------ |
| 1974      | Copa Africana de Clubes Campeones | 1     | CARA Brazzaville | 0-4  | 1-3    | 1-7    |